# Hrabiv, Ripkî
Hrabiv (în ucraineană Грабів) este localitatea de reședință a comunei Hrabiv din raionul Ripkî, regiunea Cernihiv, Ucraina.

## Demografie
Componența lingvistică a localității Hrabiv
     Ucraineană (94,38%)
     Rusă (5,31%)
     Alte limbi (0,31%)
Conform recensământului din 2001, majoritatea populației localității Hrabiv era vorbitoare de ucraineană (94,38%), existând în minoritate și vorbitori de rusă (5,31%).